# پلیسانس انطاکیه
پلیسانس انطاکیه، ملکه قبرس پس از ازدواج با هنری یکم قبرس بود. وی در زمان کودکی فرزندش، نایب پادشاهی قبرس و اورشلیم بود تا وی به سن قانونی برسد. وی دختر بوهموند پنجم انطاکیه و همسر دومش بود. وی سرانجام در سال ۱۲۶۱ در قبرس درگذشت. 